# Campylotropis bonii
Campylotropis bonii är en ärtväxtart som beskrevs av Anton Karl Schindler. Campylotropis bonii ingår i släktet Campylotropis och familjen ärtväxter. Utöver nominatformen finns också underarten C. b. angusticarpa.